# Lew z Idstedt
Lew z Idstedt (niem. Der Idstedt Löwe lub Flensburger Löwe, dun. Istedløven) – brązowa figura lwa zlokalizowana we Flensburgu, na terenie Szlezwiku-Holsztynu w Niemczech. Ma 3,40 m wysokości.
Pierwotnie figurę postawiły władze duńskie w 1862, w celu upamiętnienia swego zwycięstwa w bitwie pod Idstedt, podczas wojny trzyletniej (I wojny o Szlezwik) w 1850. Księstwo Szlezwiku pozostało w wyniku tej bitwy pod rządami Danii. W 1864, w wyniku wojny duńskiej, Idstedt znalazło się pod panowaniem pruskim. Posąg lwa w tym samym roku najpierw uszkodzono (odłupano ogon), a następnie zdemontowano i ponownie złożono w Berlinie. Duńczycy starali się o zwrot posągu, ale ich prośby nie były uwzględniane. Po II wojnie światowej dowództwo alianckie nakazało zwrot lwa i jego przewiezienie do Kopenhagi, co zostało wykonane przez Niemców. W 2011, po długich pertraktacjach, lew powrócił do Flensburga, gdzie stoi jako pomnik przyjaźni duńsko-niemieckiej.